# راید ایم ترونکرایس
راید ایم ترونکرایس (به آلمانی: Ried im Traunkreis) یک منطقهٔ مسکونی در اتریش است که در ناحیه کیرشدورف آندر کرمس واقع شده‌است. راید ایم ترونکرایس ۳۱٫۱ کیلومتر مربع مساحت دارد ۴۶۹ متر بالاتر از سطح دریا واقع شده‌است.